# 허윤진 (평론가)
허윤진(1980년~)은 대한민국의 문학평론가이다. 1980년에 태어나 서강대학교에서 영미어문/국어국문/프랑스문화를 전공하고 동 대학원 국문학과 박사과정을 졸업했다.

## 약력
2003년 《문학과사회》 신인문학상 평론 부문에 당선되어 비평 활동을 시작했다. 《세계의문학》, 《문예중앙》 편집위원,  《문학과사회》 편집동인을 역임했으며, 하버드대학교 옌칭연구소 방문연구원을 지냈다. 《문학과사회》 2014년 여름호를 끝으로 평론 활동을 중단했다.

## 저서

### 비평집
- 《5시 57분》(문학과지성사, 2007)